# Ape Rave Club
Ape Rave Club is een sinds 2022 bekend artiestencollectief, ontstaan vanuit de Bored Ape Yacht Club (BAYC). Het prominente gezicht van het collectief is Bored Ape #9184, bekend onder de naam Giba. Het is een van de eerste 'artiesten' die muziek met blockchaintechnologie en NFT-platforms ging combineren.

## Geschiedenis
Ape Rave Club is ontstaan uit de Bored Ape Yacht Club (BAYC), een uit 10.000 NFT's bestaande collectie op de Ethereum blockchain. Ape Rave Club zelf bestaat uit een EDM-artiestencollectief om de connectie te maken tussen de fysieke en digitale (blockchain gerelateerde) wereld. Achter het gezicht van Ape Rave Club, genaamd Bored Ape #9184 (Giba), schuilt een samenstelling van dj's, producers en andere specialisten in de muziekwereld. Ape Rave Club onderscheidt zich door fans middels het bezitten van crypto tokens mee te laten beslissen over bepaalde (muzikale) keuzes en zelfs onderdeel te kunnen laten zijn van Ape Rave Club.
Eind juli 2022 verscheen het eerste nummer genaamd Dance Alone. Ape Rave Club vergaarde in diezelfde periode onder meer bekendheid door als eerste 'digitale' NFT-artiest op de line-up van een grootschalig festival, in dit geval Tomorrowland, te staan. In november 2023 klaagden bezoekers van ApeFest, een evenement gehouden voor leden van de Bored Ape Yacht Club (BAYC), over geïrriteerde ogen en zichtproblemen. Sommige bezoekers moesten naar het ziekenhuis. Daar werd bekend dat de klachten werden veroorzaakt door blootstelling aan UV-straling, wat heeft geleid tot aandoeningen zoals fotokeratitis. De meeste klachten leken naderhand wel te verbeteren. Volgens de organisatie zouden vijftien van de circa 2250 bezoekers zich hebben gemeld, wat neerkomt op minder dan één procent.

## Discografie
| Titel                          | Samenwerking                                             | Verschijnen       | Hitlijsten | Hitlijsten | Opmerkingen                           |
| Titel                          | Samenwerking                                             | Verschijnen       | Piek       | Weken      | Opmerkingen                           |
| ------------------------------ | -------------------------------------------------------- | ----------------- | ---------- | ---------- | ------------------------------------- |
| Dance Alone                    |                                                          | 22 juli 2022      |            |            | Een meerweekse notering in de SLAM!40 |
| Hey Baby                       |                                                          | 18 november 2022  |            |            |                                       |
| All I Do Is Rave               |                                                          | 25 november 2022  |            |            |                                       |
| The Drop - Ape Rave Club Remix | Dimitri Vegas, David Guetta, Nicole Scherzinger & Azteck | 30 december 2022  |            |            |                                       |
| The System                     |                                                          | 20 januari 2023   |            |            |                                       |
| Monkey Beatz                   |                                                          | 5 mei 2023        |            |            |                                       |
| Let The Music Take Control     |                                                          | 29 september 2023 |            |            |                                       |
| Dance To The Drums (Hey)       |                                                          | 5 juli 2024       |            |            |                                       |